# Samuel Latham Mitchill
Samuel Latham Mitchill est un médecin, un naturaliste, un homme politique, un chimiste et un géologue américain, né le 20 août 1764 à Hempstead et mort le 7 septembre 1831 à Brooklyn.

## Biographie
D’une famille de quakers, c’est son oncle Samuel Latham qui l’initie à la médecine et qui lui finance ses études.
Il reçoit son doctorat de médecine en 1786 à l’université d’Édimbourg. Après avoir visité l’Europe, il retourne à New York et reçoit un titre de docteur honoraire de l’université Columbia vers 1788. Il commence alors à exercer la médecine et commence des études de droit auprès de Robert Yates, procureur d’État.
Il participe alors aux travaux de la commission chargée d’acheter des terres auprès des Iroquois. Il fait paraître en 1795 Life, Exploits and Precepts of Tammany, the Famous Indian Chief.
Il joue un rôle important dans la querelle opposant les tenants de la chimie d’Antoine Lavoisier (1743-1794) et de ses opposants comme Joseph Priestley (1733-1804). Il fait paraître en 1801 son Explanation of the Synopsis of Chemical Nomenclature and Arrangement dans lequel il défend et organisation les connaissances des travaux lavoisiens et mettre fin à cette controverse.
De 1792 à 1807, il enseigne l’histoire naturelle, la chimie et l’agriculture à l’université Columbia. En 1797, aux côtés de Elihu Hubbard Smith (1771 - 1798) et de Edward Miller (1760-1812), il fonde la revue Medical Repository qu’il dirige jusqu’en 1820. C’est la première revue de médecine des  États-Unis d'Amérique. Mitchill y publie de nombreux articles de médecine et d’histoire naturelle.
En 1796, il étudie la géologie de la région du fleuve Hudson sous les auspices de la Society for the Promotion of Agricultural Arts and Manufactures of New York. Il fait paraître, entre 1798 et 1800, le compte rendu de ses observations sous le titre de Sketch of the Mineralogical History of the State of New York.
Il est élu à l’Assemblée de l’État de New York en 1791, 1798 et 1801. Durant son mandat de 1798, il obtient, pour ses amis de Robert Fulton (1765-1815) et Robert R. Livingston (1746-1813), un financement pour expérimenter dans les eaux de New York des bateaux à vapeur. À Washington, il œuvre également à la qualité de la marine américaine, tant d’un point de vue technique (il travaille par exemple sur la qualité de la poudre à canon) que médical (pour améliorer la santé des marins). Durant la guerre de 1812, il travaille à l’amélioration des défenses de New York notamment par le développement d’une marine de guerre.
Il fait de nombreuses observations en histoire naturelle et décrit de nombreux organismes, tant dans le règne animal que végétal. Il fait paraître en 1814, Discourse... Embracing a Concise and Comprehensive Account of the Writings Which Illustrate the Botanial History of North and South America où il étudie les plantes des Amériques. Ses contemporains reconnaissent ses Fishes of New York (1815) comme l’un des plus importants travaux en ichtyologie de son époque. Il entretient une riche correspondance avec les scientifiques de son époque comme Jean-Jacques Audubon (1785-1851), Constantine Samuel Rafinesque (1783-1840), William Cooper (1798-1864) ou Alexander Wilson (1766-1813).
Il est très actif dans la vie de nombreuses sociétés savantes. Ainsi, il est le secrétaire de 1797 à 1820 de la Société américaine de philosophie de Philadelphie, président de l’American Mineralogical Society, fondateur en 1814 de la New York Literary and Philosophical Society, fondateur en 1817 de la Lyceum of Natural History of New York (qui deviendra plus tard l'Académie des sciences de New York), président en 1821 de la New York State Medical Society, fondateur et vice-président de l’éphémère Rutgers Medical College du New Jersey...
Il publie 200 articles et livres durant sa vie. Il traduit également quelques ouvrages importants comme Zoonomia, or Laws of Organic Life d’Erasmus Darwin (1731-1802) ou Elementary Introduction to the Laws of Mineralogy de William Phillips (1775-1828). Son œuvre frappe par la diversité de ses centres d’intérêt (il était capable de faire à l’improviste une conférence sur n’importe quel sujet scientifique) plutôt que par la nouveauté de ses observations. Admiré aux États-Unis comme dans le reste du monde, il est à l’occasion brocardé pour son côté pédant et égocentrique. Mais ses actions pour la diffusion des connaissances scientifiques à un large public jouent un rôle considérable dans la promotion de la science et de ses applications dans la vie quotidienne (par exemple il est l’un de premier défenseur en Amérique pour la mise en œuvre de mesure sanitaire afin d’empêcher les maladies).

## Liste partielle des publications
- 1815 : The fishes of New York described and arranged. Trans. Lit. Phil. Soc. N. Y., v. 1 : 355–492, Pls. 1–6.